# Alphonse II d'Elbène
Pour les articles homonymes, voir Alphonse d'Elbène et Elbène.
Alphonse II d'Elbène, écrit également Delbene ou Delbène v. 1580 et mort à Paris, le 5 janvier  1651, est un prélat catholique français du XVIIe siècle qui fut coadjuteur puis évêque d'Albi de 1608 à 1634. 

## Biographie
Alphonse II est le fils de Julien Delbène et de Catherine Tornaboni et le neveu de l'évêque d'Albi, Alphonse Ier Delbène. On ne détient pas d'information sur son éducation mais il est détenteur d'un doctorat in utroque jure. Il est d'abord en 1598 chanoine puis premier archidiacre d'Albi en 1602 et du fait de la bienveillance de son oncle, il est également pourvu en commende de l'abbaye Saint-Pierre d'Hautvillers dans le diocèse de Reims. Alphonse Ier le désigne ensuite comme coadjuteur le 22 septembre 1607, il est confirmé le 4 février 1608 et nommé le même jour évêque titulaire d'Auzia.
Le 8 février 1608, Alphonse II Delbène, succède à son oncle Alphonse Delbène. Il est sacré le dimanche des Rameaux 30 mars par l'évêque de Vabres, de Cahors, et titulaire de Nicopolis (de) coadjuteur de l'évêque de Rodez dans l'église des Capucins et va prêter serment de fidélité au roi.

Il s'occupe de l'embellissement de la ville et fait réparer la porte du Pont, la fontaine de Verdusse construite depuis 1527, et fait planter des ormes.
 Le 30 juin 1612, Alphonse reçoit le duc de Montmorency, Henri II de Montmorency, gouverneur de la province et fait établir à cette occasion dans les fossés un jeu de mail et un jeu de paume.
 En 1615, il donna 60 000 livres pour aider au siège de Lombers occupé au nom du vicomte de Panat par le capitaine de Saint-Michel. Une somme de 15 000 livres fut donné à celui-ci pour évacuer la place.
Jusqu'à la révolte de 1632, il joue un rôle politique majeur dans le Languedoc; gouverneur d'Albi, lieutenant du roi en Albigeois, conseiller au Parlement de Toulouse et à la Chambre des comptes de Montpellier mais il s'implique dans la révolte du duc de Montmorency et il est déposé pour rébellion le 19 juillet 1634 et s'enfuit à Florence. Alphonse d'Elbène revient en 1643 après la mort du cardinal de Richelieu. Il est même réhabilité en 1645 mais ne retrouve pas son siège épiscopal et meurt à Paris le 5 janvier 1651.